# 合江长江公路大桥
合江长江公路大桥坐落在中国四川省泸州市合江县，横跨长江，连接国道353线和省道438线，是世界最大跨径的飞燕式钢管混凝土系杆拱桥。

## 沿革
2014年12月3日，四川省发展和改革委员会发布《关于合江长江公路大桥工程可行性研究报告的批复》（川发改基础〔2014〕1056号）文件，批复同意建设合江长江公路大桥。2021年6月25日，合江长江公路大桥正式运营通车。

## 概况
合江长江公路大桥主跨度507米，主桥长668米，全桥总长1420米，时速60公里每小时，双向六车道，总投资5亿元人民币。